# Arismendi (Nueva Esparta)
Arismendi é um município da Venezuela localizado no estado de Nueva Esparta.
A capital do município é a cidade de La Asunción.